# یاکوب لوین
یاکوب لوین (سوئدی: Jacob Levin; ۲۲ نوامبر ۱۸۹۰ – ۱۰ دسامبر ۱۹۴۵) بازیکن فوتبال اهل سوئد بود.
از باشگاه‌هایی که در آن بازی کرده‌است می‌توان به باشگاه فوتبال اورتون اشاره کرد.
وی همچنین در تیم ملی فوتبال سوئد بازی کرده‌است.